# Livre des Han
Le Han shu ou Livre des Han (chinois simplifié : 汉书 ; chinois traditionnel : 漢書 ; pinyin : Hàn shū) est un livre classique d'histoire chinoise qui couvre l'histoire des Han occidentaux de -206 à 25. On l'appelle aussi parfois Livre des Han antérieurs pour le distinguer du Livre des Han postérieurs qui couvre l'histoire des Han orientaux (25-220).
Cette histoire fut commencée par Ban Biao (班彪). À sa mort, Ban Gu (班固) le fils aîné de Ban Biao, a continué à travailler à l'ouvrage qui finit par atteindre cent volumes, incluant des sections sur le droit, les sciences, la géographie et la littérature. Sa sœur Ban Zhao (班昭) termina le Livre en 111, dix-neuf ans après l'emprisonnement de son frère. Elle rédigea aussi les volumes mineurs de chronologie (vol. 13-20) et d'astronomie (vol. 26). À la manière des Mémoires historiques de Sima Qian, Zhang Qian, un général chinois célèbre pour avoir voyagé loin vers l'Occident, est la source principale des données culturelles et socio-économiques sur les confins occidentaux de la Chine (vol. 96).

## Traduction
- [Extraits] Jacques Pimpaneau, Anthologie de la littérature chinoise classique, Philippe Picquier, 2004  — L'Histoire des Han antérieurs de Ban Gu (Biographie de Li Ling et Biographie de Su Wu, p. 201-217